# Bacht 's Gravenhove
Het Bacht 's Gravenhove (Achter het Gravenhof) was een grauwzustersklooster dat in 1473 in de Zeeuwse stad Middelburg werd gesticht. In 1574 moesten alle geestelijken op last van de stadsregering de stad verlaten. De kapel is hierna zowel voor de anglicaanse als de protestantse eredienst in gebruik geweest. Deze kapel heette de Bacht 's Gravenhovekerk, maar is ook bekend onder de naam Vismarktkerk en Zusterkerk. In 1808 werd de kerk buiten gebruik gesteld en verkocht om gesloopt te worden.
De kapel stond ongeveer op de plek waar de Sint-Jansgang op de Zusterstraat uitkomt.

## Geschiedenis voor 1574
In 1473 stichtte jonkvrouw Margriet Simons Duitschdochter met hulp van vrienden een vrouwenklooster achter het Gravenhof dat aan de Gravenstraat lag. Hieraan ontleende het klooster de naam bacht ‘s gravenhove. De vrouwen leefden naar de Derde orde van Franciscus en werden ook wel de grauwe zusters genoemd. De kapel behorende tot het klooster stond aan het oostelijk deel van de straat die naar de grauwe zusters, zusterstraat werd genoemd. In 1495 werd de abt van de Norbetijner abdij, op dat moment Jan van Westkapelle, gekozen om als supervisor te dienen over het klooster. De kapel was ingebouwd tussen huizen. Bij de kerk kon ook begraven worden. In 1498 kwam er op verzoek van de Middelburgse linnenwevers, een verbod op het bedienen van weefgetouwen door de grauwe zusters, omdat de linnenwevers concurrentie vreesden. Een tweede verbod volgde in 1523 dat getekend was door keizer Karel V. In 1555 bepaalde het stadsbestuur van Middelburg dat er maximaal twaalf zusters mochten zijn, dat ze niet mochten bedelen en dat ze Frans moesten kunnen spreken om jonge meisjes Frans te leren en naaien. In 1559 werd aan de Sint-Jansstraat, dicht bij het klooster, een nieuwe vismarkt in gebruik genomen, de benaming Vismarktkerk kan hierna pas in gebruik zijn geraakt. Het klooster kwam niet ongeschonden uit de Beeldenstorm, wat in Middelburg op 21 augustus 1566 gebeurde. In 1566 betaalde de stad Middelburg meer dan 10 Vlaamse pond voor de reparatie en restauratie van gebroken altaren en beelden in het klooster. In 1569 werd de beeldensnijder Hans van Haelen betaald voor het maken van zeven nieuwe beelden met pedestallen. Na het Beleg van Middelburg (1572-1574) moesten alle geestelijken de stad Middelburg verlaten waaronder de grauwe zusters. Hierdoor kwamen het klooster en kapel buiten gebruik.

## Geschiedenis na 1574
In 1592 werd het gebouw toegewezen aan een Engelse gemeente. In 1649 of 1650 werd de kerk uitgebreid en in gebruik genomen door de Nederduitse Gereformeerde Kerk, het was het vijfde kerkgebouw dat in gebruik werd genomen na de Sint-Pieterskerk, de Nieuwe Kerk, Koorkerk en Gasthuiskerk. In 1667 werd de zesde kerk, de Oostkerk, in gebruik genomen. Tijdens de vloed van 14/15 januari 1808 kwam de kerk voor drie voet onder water te staan, ruwweg 0,9 meter, wat schade had veroorzaakt. Daarnaast was de bevolking van Middelburg afgenomen en was het aantal predikanten in Middelburg verminderd van twaalf naar acht. Besloten werd om het gebouw van de hand te doen en op zondag 31 januari 1808 vond de laatste dienst plaats, geleid door dominee J. Henry. Op 8 september 1808 werd de kerk verkocht aan weduwe Rochus Vlamink voor 708 Vlaamse pond ofwel 4248 gulden om afgebroken te worden. In 1861 stond het onderste deel van de muren nog overeind, maar deze resten zijn in de jaren daarna ook gesloopt. Na de sloop werd het gebied als tuin ingericht en bij een van de aangrenzende huizen toegevoegd.